# Podatek estoński
Podatek estoński, także CIT estoński – forma opodatkowania osób prawnych (spółek z o.o., spółki akcyjnej, prostej spółki akcyjnej), która zaczęła obowiązywać w Polsce w 2021 roku.

## Geneza
Wzorowany jest na systemie podatkowym, który funkcjonuje w Estonii już od początku XXI wieku, gdzie stał się jednym z filarów innowacyjnej gospodarki tego kraju. Celem tego rozwiązania jest uproszczenie procedur podatkowych, zwiększenie przejrzystości rozliczeń oraz zachęcenie przedsiębiorców do reinwestowania zysków. W Polsce model ten określa się również mianem „ryczałtu od dochodów spółek”.
Jedną z kluczowych cech estońskiego CIT jest odroczenie momentu opodatkowania zysków do czasu ich faktycznej wypłaty wspólnikom spółki, co oznacza, że przedsiębiorstwo może akumulować zyski i reinwestować je bez obciążenia podatkiem dochodowym, dopóki nie zostaną one przekazane właścicielom w postaci dywidendy. Takie podejście ma na celu stymulowanie długoterminowego rozwoju firm, ponieważ zachęca do pozostawiania zysków w przedsiębiorstwie.
W tradycyjnym modelu opodatkowania CIT, podatek jest naliczany i płacony corocznie od zysków spółki, niezależnie od tego, czy są one wypłacane wspólnikom, czy też pozostają w przedsiębiorstwie. Estoński CIT wprowadza zasadę, według której podatek jest naliczany dopiero w momencie dystrybucji zysków. Takie podejście ma na celu wsparcie przedsiębiorstw, które inwestują w rozwój, innowacje, zwiększanie kapitału ludzkiego lub zakup nowych technologii.

## Założenia
Główne założenia podatku estońskiego to:
- brak naliczania podatku tak długo, jak zysk spółki pozostanie w firmie i będzie w nią inwestowany[3],
- brak rachunkowości podatkowej, deklaracji i minimum obowiązków administracyjnych,
- brak konieczności optymalizacji podatkowych ze względu na brak ustalania co jest podatkowym kosztem uzyskania przychodu[1].

## Podmioty uprawnione
Podmiotami uprawnionymi do skorzystania z opodatkowania formy działalności CIT estońskim są te spółki, które jednocześnie spełniają poniższe kryteria:
- są małymi i średnimi spółkami kapitałowymi, których przychody nie przekraczają 50 mln złotych lub stanowią spółki, w których udziałowcami są wyłącznie osoby fizyczne,
- nie posiadają udziałów w innych podmiotach,
- zatrudniają minimum 3 pracowników (nie wliczając w to udziałowców),
- przychody pasywnie nie przewyższają przychodów z działalności operacyjnej,
- wykazują nakłady inwestycyjne[4].

## Stawki podatku
W przypadku CIT estońskiego stawki podatku uzależnione są od wielkości spółki i wynoszą odpowiednio:
- 10% w przypadku małego podatnika oraz podatnika rozpoczynającego działalność;
- 20% w przypadku pozostałych podatników.

Stawki te obowiązują dla podstawy opodatkowania, którą jest wypłata zysku wypracowanego w okresie obowiązywania tej formy opodatkowania.
Wypłata zysku rodzi także obowiązek podatkowy po stronie udziałowca, tak jak w przypadku tradycyjnego CIT. W tym wypadku jednak zaliczkę podatku PIT można obniżyć o część podatku zapłaconego przez samą spółkę. Obniżenie to wynosi odpowiednio:
- 90% kwoty odpowiadającej iloczynowi procentowego udziału wspólnika w zyskach spółki, dla której stawka ryczałtu wynosi 10%;
- 70% kwoty odpowiadającej iloczynowi procentowego udziału wspólnika w zyskach spółki, dla której stawka ryczałtu wynosi 20%[5].